# Copa Iberoamericana
Die Copa Iberoamericana (englisch : Ibero-American Cup) war ein einmalig ausgespielter interkontinentaler Fußballvereinsvergleich zwischen den Siegern des nationalen spanischen Pokalwettbewerbs, der Copa del Rey, und der südamerikanischen Copa de Oro Nicolás Leoz.
Die erste und einzige Ausspielung fand im Mai 1994 zwischen dem spanischen Pokalsieger von 1993 Real Madrid und dem Gewinner des südamerikanischen Vereinswettbewerbs Copa de Oro von 1993 Boca Juniors in Hin- und Rückspiel statt. Beide Klubs gewannen ihre Heimspiele; Real Madrid errang jedoch den Gesamtsieg aufgrund eines mehr erzielten Tores. Wohl aus Termingründen blieb es bei diesem einen Versuch neben dem seinerzeit noch ausgetragenen Europa-Südamerika-Cup (Weltpokal) einen weiteren interkontinentalen Wettbewerb zu etablieren.
| Datum        |              | Ergebnis  |              | Spielort                           |
| ------------ | ------------ | --------- | ------------ | ---------------------------------- |
| 19. Mai 1994 | Real Madrid  | 3:1 (1:0) | Boca Juniors | Madrid (Estadio Santiago Bernabéu) |
| 25. Mai 1994 | Boca Juniors | 2:1 (1:0) | Real Madrid  | Buenos Aires (La Bombonera)        |
| Gesamt:      | Real Madrid  | 4:3       | Boca Juniors |                                    |